# Aad Wagenaar (politicus)
Arie Huibrecht Dignus (Aad) Wagenaar (Gouda, 4 december 1940) is een Nederlands voormalig politicus voor de Reformatorische Politieke Federatie (RPF) en de Groep Wagenaar.

## Biografie
Wagenaar was lid van de eerste twee uit twee personen bestaande RPF-fracties in de Tweede Kamer maar brak een aantal jaren later met de RPF vanwege een conflict met fractieleider Meindert Leerling. Wagenaar was namelijk van mening was dat de RPF zich te veel liet leiden door persoonlijke opvattingen inzake het christelijk geloof. Zelf wenste hij uit te gaan van meer zakelijke staatkundige opvattingen steunend op de reformatorische ideologie. Leerling vond daarentegen dat een tegengesteldheid op het persoonlijke vlak alsmede het opereren van Wagenaar in de Tweede Kamerfractie debet aan de scheuring was. Nadat de RPF op 20 april 1985 het vertrouwen in hem had opgezegd, trad hij op 23 april uit de fractie en ging hij als eenmansfractie verder onder de naam Groep Wagenaar.
Hij volgde voor hij Kamerlid werd een officiersopleiding en werd leraar godsdienst en maatschappijleer bij het Ichtuscollege te Veenendaal. Ook was hij medewerker van het Centrum Informatie en Documentatie Israel. Hij brak midden jaren '70 met de ARP vanwege de in zijn ogen te progressieve koers van die partij. In de Kamer was hij onder meer woordvoerder defensie- en buitenlands beleid. Hij stond begripvol tegenover het Zuid-Afrikaanse apartheidsregime en was fel tegenstander van de Nederlandse vredesbeweging. Hij nam als lijsttrekker van AR'85 zonder succes deel aan de Tweede Kamerverkiezingen van 1986. In 1987 werd hij lid van het CDA.
In 2014 kwam het tot verzoening op persoonlijk vlak tussen Wagenaar en de voormalige RPF-fractievoorzitter Meindert Leerling, waarbij wederzijds excuses werden aangeboden en geaccepteerd.

## Persoonlijk
Wagenaar is belijdend lidmaat van de Gereformeerde Kerken in Nederland (thans PKN).